# Saucisse de choux d'Arconsat
ne doit pas être confondue avec la Saucisse aux choux vaudoise
La saucisse de choux d'Arconsat est une spécialité culinaire auvergnate typique d'Arconsat, village  situé en Auvergne, à l'est du département du Puy-de-Dôme et dans le Parc naturel du Livradois-Forez.

## Historique
La recette de la saucisse de choux aurait été ramenée de Grèce dans les années 1860 par l'importante colonie de colporteurs qui résidait alors dans le village.

## Fabrication
La saucisse de choux d'Arconsat est constituée pour un tiers de sous-gorge de porc et pour deux tiers de chou blanc, le tout assaisonné et « engogué » dans un boyau menu de porc.
La Confrérie de la saucisse de choux d'Arconsat assure la protection et la promotion de la recette de cette saucisse de choux.
Le village d'Arconsat revendique être le berceau de la recette et aime s'honorer du titre de « capitale mondiale de la saucisse de choux ». On retrouve malgré tout cette spécialité dans les communes limitrophes.